# لرزه اصلی
در لرزه‌شناسی، لرزه اصلی (انگلیسی: Mainshock) بزرگ‌ترین زمین‌لرزه در یک توالی لرزه‌ای است که گاهی پس از یک یا چند پیش‌لرزه رخ می‌دهد و تقریباً همیشه پس‌لرزه‌های زیادی به دنبال دارد.

## پیش‌لرزه
پیش‌لرزه، زمین‌لرزه‌ای است که پیش از یک رویداد لرزه‌ای بزرگ‌تر (لرزه اصلی) رخ می‌دهد و هم در زمان و هم در مکان با لرزه اصلی مرتبط است. تشخیص و تعیین زمین‌لرزه به عنوان پیش‌لرزه، لرزه اصلی یا پس‌لرزه تنها پس از وقوع توالی کامل رویدادهای لرزه‌ای امکان‌پذیر است.

## پس‌لرزه
پس‌لرزه یک زمین‌لرزه کوچک‌تر است که پس از یک زمین‌لرزه بزرگ قبلی و در همان منطقه لرزه اصلی رخ می‌دهد. پس‌لرزه به دلیل مطابقت پوسته جابه‌جا شده با اثرات لرزه اصلی ایجاد می‌شود. زمین لرزه‌های بزرگ می‌توانند صدها تا هزاران پس‌لرزه قابل تشخیص توسط دستگاه داشته باشند که طبق قوانین شناخته‌شده، بزرگی و بسامد وقوع آن‌ها به‌طور پیوسته کاهش می‌یابد. در برخی زمین‌لرزه‌ها، گسیختگی اصلی در دو یا چند مرحله اتفاق می‌افتد که منجر به چندین لرزه اصلی می‌شود. این نوع زمین‌لرزه‌ها به نام زمین‌لرزه دوگانه شناخته می‌شوند و به‌طور کلی به‌دلیل داشتن بزرگی‌های مشابه و شکل‌موج‌های لرزه‌ای تقریباً یکسان، می‌توان آن‌ها را از پس‌لرزه‌ها متمایز کرد.